# Windows Cairo
Cairo fue el nombre en clave de un proyecto de Microsoft entre 1991 y 1996. El fundamento del proyecto era construir tecnologías para la siguiente generación de sistemas operativos que cumpla satisfactoriamente la visión de Bill Gates de “information at your fingertips” (literalmente "información en la yema de tus dedos", posiblemente en el sentido de "a tu alcance"). Como Cairo nunca se consumó completamente, es considerado vaporware por expertos y usuarios; mientras que oficialmente se lo considera un éxito (ya que algunas de las características anunciadas fueron incorporadas en otros sistemas operativos).

## Información general
Cairo fue anunciado en la Conferencia de desarrolladores profesionales (CDP) de Microsoft de 1991 por Jim Allchin. Fue mostrada al público (incluyendo una demostración del sistema para que usen todos los asistentes) en la CDP de 1993. Microsoft cambió la postura del proyecto Cairo varias veces, algunas considerándolo un producto, y otras haciendo referencia a él como un conjunto de tecnologías. Incluso Bill Gates una vez intentó describirlo como un conjunto de objetivos abstractos de diseño, negando estrictamente que fuera un verdadero proyecto de sistema operativo. [cita requerida]
En su apogeo, Cairo fue uno de los grupos de Microsoft más grandes y empleó a la mayoría de los ingenieros senior de la compañía.[cita requerida]

## Características
Cairo usaría conceptos de computación distribuida para disponer de la información más rápidamente y sin problemas en una red mundial de computadoras.
La interfaz de usuario de Windows 95 se basó en el diseño inicial de la IU de cairo. DCE/RPC desembarcó ya en Windows NT 3.1, y la indexación de contenido es parte de los actuales Internet Information Services y Windows Search.
El componente faltante es el sistema de archivos-objeto. En un momento se planeó implementarlo en WinFS como parte de Windows Vista pero su desarrollo fue cancelado en junio de 2006, incluyendo algunas de sus tecnologías en otros productos de Microsoft como Microsoft SQL Server 2008, también conocido bajo el nombre en clave "Katmai". Subsecuentemente se confirmaron, en una entrevista a Bill Gates, los planes de Microsoft de migrar aplicaciones como Windows Media Player, Windows Photo Gallery, Microsoft Office Outlook, etc. para usar WinFS como back-end de almacenamiento de datos.